# Le Boulou
Le Boulou (på Catalansk: El Voló) er en by og kommune i departementet Pyrénées-Orientales i regionen Occitanie i Sydfrankrig.

## Geografi
Le Boulou ligger i Tech-dalen i på grænsen mellem Roussillons store sletteområde og Pyrenæerne. Byen ligger kun 10 km nord for Le Perthus og den spanske grænse. Céret ligger 10 mod vest oppe af Tech. 8 km mod øst ligger Montesquieu-des-Albères og mod nord er der 27 km til Perpignan.

## Historie
Le Boulou nævnes første gang i 976.
I 1793 under Pyrenæerkrigen blev der udkæmpet et vigtigt slag ved Le Boulou. Den 30. april og 1. maj vandt general Dugommiers franske hær en vigtig sejr over general Ricardos spanske hær. Slaget er nævnt på Triumfbuen i Paris.

## Demografi

### Udvikling i folketal
| 1962                                                              | 1968  | 1975  | 1982  | 1990  | 1999  | 2006  | 2014  | 2017  |
| ----------------------------------------------------------------- | ----- | ----- | ----- | ----- | ----- | ----- | ----- | ----- |
| 2.512                                                             | 2.921 | 3.709 | 4.292 | 4.436 | 4.428 | 5.066 | 5.573 | 5.514 |
| Tal fra og med 1962 er uden dobbelttælling (sans doubles comptes) |       |       |       |       |       |       |       |       |